# Moulin de la ferme du Château de Grand Aaz
De Moulin de la ferme du Château de Grand Aaz is een voormalige watermolen, gelegen aan Rue Grand Aaz 31 te Hermée.
Het is een bovenslagmolen op de Grand Aaz die fungeerde als korenmolen.
De molen bestond reeds in 1800. Deze ligt niet ver van de bron van de Grand Aaz. Toen het molenbedrijf stopte werd het metalen bovenslagrad verwijderd en werd het bakstenen molenhuis verbouwd tot woning.